# Voni
Voni (em grego:  Βώνη) é uma vila localizada no distrito de Nicósia, Chipre. De acordo com o censo de 2011, sua população era de 229 habitantes. Atualmente sob controle do Chipre do Norte.